# Asteromyrtus magnifica
Asteromyrtus magnifica là một loài thực vật có hoa trong Họ Đào kim nương. Loài này được (Specht) Craven mô tả khoa học đầu tiên năm 1988.